# Svartbukig vävare
Svartbukig vävare (Ploceus melanogaster) är en fågel i familjen vävare inom ordningen tättingar.

## Utseende och läte
Svartbukig vävare är en udda medlem av familjen. Fjäderdräkten är svart med gult ansikte och en lång, tunn näbb. Hanen har svart på strupen, medan honan har helgult huvud förutom en svart teckning kring ögat. Hanar i väster har ett gult band över bröstet, medan de i öst har helsvart bröst. Bland lätena hörs ett "chyet" och sången är fräsande, som radiostörningar.

## Utbredning och systematik
Svartbukig vävare delas in i två distinkta underarter med följande utbredning:
- P. m. melanogaster – förekommer i bergstrakter i sydöstligaste Nigeria och västra Kamerun samt på Bioko
- P. m. stephanophorus – förekommer i sydostligaste Sydsudan, östra Kongo-Kinshasa, västra och östra  Uganda, västra Kenya, Rwanda och nordvästligaste Tanzania

## Levnadssätt
Svartbukig vävare hittas i bergsskogar. Där ses den vanligen i par, krypande fram genom den täta vegetationen.

## Status och hot
Arten har ett stort utbredningsområde, men tros minska i antal, dock inte tillräckligt kraftigt för att den ska betraktas som hotad. Internationella naturvårdsunionen IUCN listar arten som livskraftig (LC).